# 马拉尼昂州奥林达诺瓦
马拉尼昂州奥林达诺瓦（葡萄牙語：Olinda Nova do Maranhão）是巴西马拉尼昂州的一个市镇。总面积198平方公里，总人口12019人，人口密度60.7人/平方公里。